# الميز-راينية

تحديد الخطوط اللغوية لمنطقة الميز-راينية للغوي "آريند ميهم"

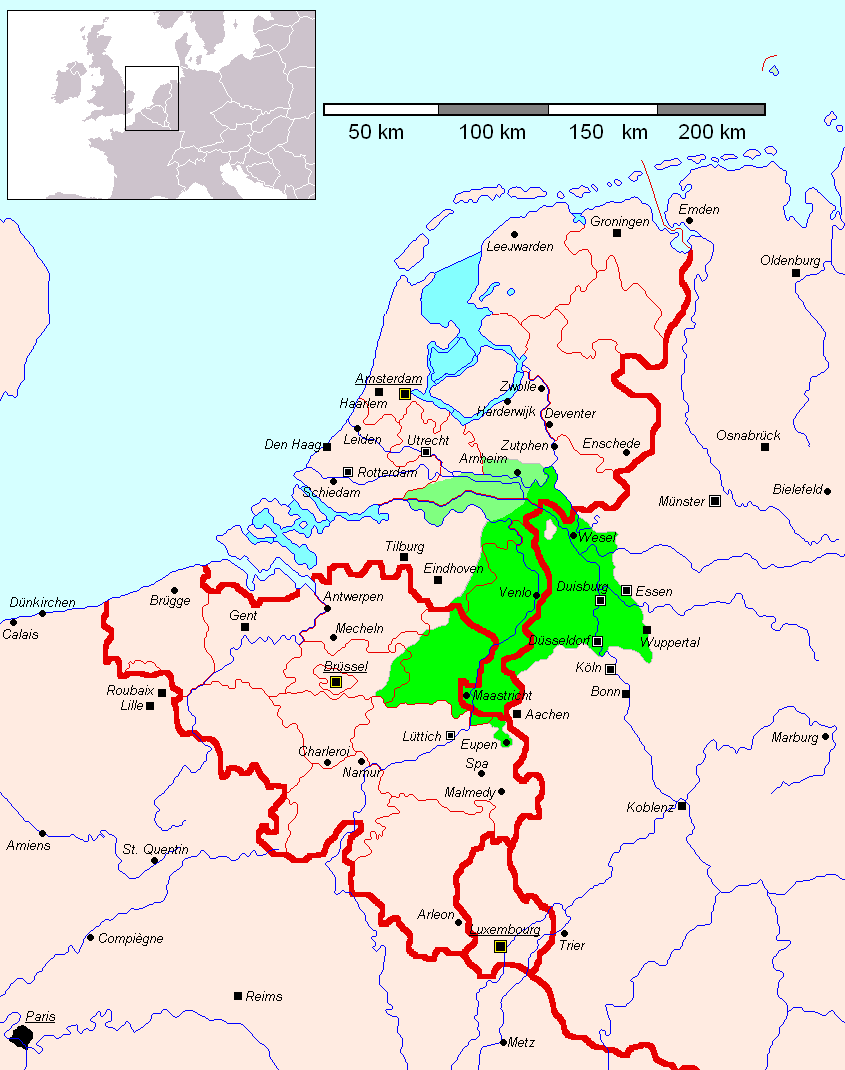
الوضع الجغرافي للهجات الميز- راينية

انتشار اللهجات الهولندية المعاصرة والألمانية الدنيا. الميز- راينية ترقم بأرقام: 13، 14، 15، بالإضافة إلى معظم أجزاء المنطقة المتاخمة 11

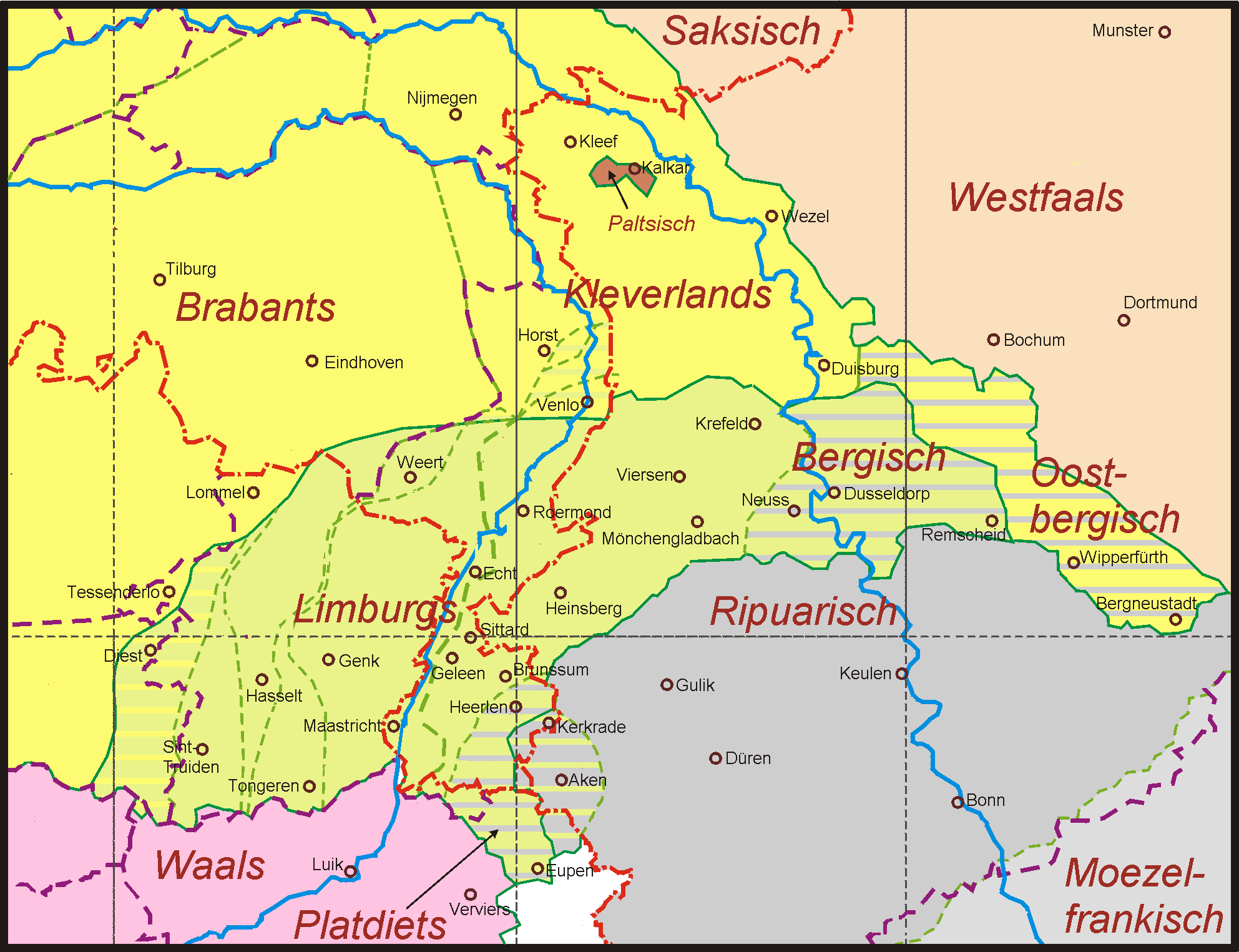
اللهجات الميز-راينية (الفرانكونية الدنيا بالأصفر)

الميز- راينية (بالألمانية: Rheinmaasländisch، بالهولندية: Maas-Rijnlands، وبالفرنسية: francique rhéno-mosan) هي مصطلح حديث يشير إلى الأدب الذي كتب في العصور الوسطى في منطقة المير- راين العظمى

## تصنيف
- هندية أوروبية
  - جرمانية
    - جرمانية غربية
      - الفرانكونية الدنيا
        - الميز-راينية
          - لغة ليمبورغية والخلدرية الجنوبية/ الراينية الدنيا